# HD89680
HD89680 — хімічно пекулярна зоря спектрального класу A0, що має видиму зоряну величину в смузі V приблизно  8,4.
Вона  розташована на відстані близько 7955,0 світлових років від Сонця.

## Пекулярний хімічний склад
Зоряна атмосфера HD89680 має підвищений вміст 
Cr
.